# Face ID
Face ID — це сканер 3D форми особи, який був розроблений компанією Apple. Встановлено в смартфонах iPhone X, Iphone XR,Iphone XS,XS Max, і новіших моделях. Face ID був представлений компанією Apple 12 вересня 2017 року. Дана технологія заміняє Touch ID. Дозволяє розблокувати пристрій, здійснювати покупки в iTunes Store, App Store та iBooks. Сканер (Time-of-flight камера) ніби "кидає" 30000 точок на обличчя користувача, та запам'ятовує його, система пристосовується до змін обличчя, надягання окулярів, відрощування бороди і т. д.

## Безпека
Щоб почати користуватися технологією Face ID, необхідно створити пароль. Без нього неможливо розблокувати пристрій iPhone X в разі перезавантаження смартфона.
Як заявляє компанія Apple, зашифрована біометрична інформація зберігається на самому пристрої, в процесорі iPhone X — A11 Bionic, і не може бути відправлена куди-небудь. За словами Apple, це математичний образ відсканованого обличчя, але не саме зображення.
Технологія Face ID самонавчальна, вона запам'ятовує зміни в обличчі за допомогою нейронних мереж в процесорі смартфона. Вперше Face ID з'явився в iPhone X. Face ID використовується для покупок за допомогою платіжної системою Apple Pay, перегляду паролів в додатку «Налаштування» для iOS, покупок в iTunes Store, App Store, iBooks.